# イバン・アロンソ
イバン・ダニエル・アロンソ・バジェホ（Iván Daniel Alonso Vallejo, 1979年4月10日 - ）は、ウルグアイ・モンテビデオ出身、元サッカー選手。選手時代のポジションはFW。
従兄弟に、元ウルグアイ代表のディエゴ・アロンソがいる。

## 経歴
2000年、スペインのデポルティーボ・アラベスに移籍した。2000-01シーズンは出場時間はあまり多くなかったが、チーム2位の8得点を挙げた。UEFAカップでは準決勝の1.FCカイザースラウテルン戦で活躍し、決勝のリヴァプールFC戦では身長190cmを超えるマルクス・バッベルに競り勝ってヘディングで得点した。2002-03シーズンはチームの不振によりセグンダ・ディビシオン降格が決定したが、アロンソはチームに残った。2003-04シーズンもアラベスでプレーし、2004年夏に同じくセグンダ・ディビシオンのレアル・ムルシアに移籍した。3シーズンで33得点を挙げ、プリメーラ・ディビシオン昇格に貢献した。5シーズンぶりとなったプリメーラ・ディビシオンでは10得点したが、1シーズン限りでセグンダ・ディビシオンに降格した。2009年冬、降格の危機に瀕していたRCDエスパニョールに移籍。クラブの象徴的存在であったラウール・タムードからポジションを奪い、通算6ゴールを挙げた。
2016年2月2日、アルゼンチン・プリメーラ・ディビシオンのCAリーベル・プレートと2017年6月いっぱいまでの契約を交わした。

## タイトル

### クラブ
ナシオナル
- プリメーラ・ディビシオン : 2014-15

### 個人
- リーガMX得点王 : 2011アペルトゥーラ（11得点）, 2012クラウスーラ（14得点）